# Electrothroscus
Electrothroscus – wymarły rodzaj chrząszczy z rodziny podrywkowatych. Obejmuje tylko jeden opisany gatunek, Electrothroscus yanpingae. Żył w kredzie na terenie współczesnej Mjanmy.

## Taksonomia
Rodzaj i gatunek typowy opisane zostały po raz pierwszy w 2021 roku przez Li Yandę i Cai Chenyanga na łamach „Insects”. Opisu dokonano na podstawie inkluzji w bursztynie birmańskim, odnalezionej w kopalni koło Noije Bum w gminie Tanai i dystrykcie Myitkyina na terenie birmańskiego stanu Kaczin. Skamieniałość datowana jest na późny alb lub wczesny cenoman. Nazwa rodzajowa to połączenie greckiego elektron, oznaczającego „bursztyn” i nazwy pokrewnego rodzaju Throscus, natomiast epitet gatunkowy honoruje botanika ewolucyjnego, Guo Yanpinga.

## Morfologia
Chrząszcz o wydłużonym ciele długości 2,3 mm i szerokości 0,8 mm. Poprzeczna głowa pozbawiona była żeberka czołowego. Duże, słabo wykrojone oczy złożone budowały drobne fasetki. Jedenastoczłonowe czułki miały człon drugi osadzony na pierwszym wierzchołkowo, a trzy ostatnie człony powiększone i formujące buławkę. Przedplecze było 1,6 raza szersze niż dłuższe, o zbieżnych ku przodowi bokach, ostrych i wystających kątach tylnych i dwufalistej krawędzi tylnej. 2,2 raza dłuższe niż razem szerokie, najszersze za nasadą pokrywy miały punktowane rzędy. Prawie trapezowate przedpiersie miało niemal równoległe żeberka oraz lekko pośrodku przewężony i ostro zakończony wyrostek międzybiodrowy. Zapiersie pozbawione było bruzd do chowania stóp środkowej pary. Odnóża wszystkich par wieńczyły pięcioczłonowe stopy z niezmodyfikowanymi pazurkami. Na spodzie odwłoka widocznych było pięć sternitów, z których ostatni był dwukrotnie dłuższy niż czwarty.

## Paleoekologia
Siedliskiem tego owada były gorące i wilgotne tropikalne lasy deszczowe o bujnej roślinności. Zdominowane były przez araukariowate, zwłaszcza z rodzaju agatis, ale występowały tu też sekwoje, metasekwoje, sosny, cedry i cyprysy. Piętro podszytu tworzyły głównie paprocie i widłaki właściwe. Pory roku determinowane były głównie przez opady. Lasy te rosły nad brzegami rzek, jezior, lagun czy estuariów, o czym świadczy udział fauny słodkowodnej. Nie były odległe od wybrzeży morskich, jako że w bursztynie birmańskim czasem spotkać można organizmy słonowodne, a zwłaszcza ślady ich działalności. Biota lasów cechowała się dużą bioróżnorodnością; do 2022 roku stwierdzono w burmicie około 2390 gatunków, 1575 rodzajów i 689 rodzin organizmów lądowych i słodkowodnych, w tym ponad 2240 gatunków, 1445 rodzajów, 612 rodzin, 66 rzędów i 8 gromad stawonogów. Wśród nich podrywkowate reprezentują również Captopus depressiceps, Pactopus burmensis, Pseudopactopus robustus oraz Trixagosoma guangyuani.